# Mezel
Mezel – miejscowość i dawna gmina we Francji, w regionie Owernia-Rodan-Alpy, w departamencie Puy-de-Dôme. W 2016 roku populacja ówczesnej gminy wynosiła 1988 mieszkańców. 
W dniu 1 stycznia 2019 roku z połączenia dwóch ówczesnych gmin – Dallet oraz Mezel – powstała nowa gmina Mur-sur-Allier. Siedzibą gminy została miejscowość Mezel. 